# Maria Montserrat Capdevila d'Oriola
Maria Montserrat Capdevila d'Oriola (Cabestany, 6 d'agost del 1905 - Barcelona, 4 d'octubre del 1993) va ser una de les primeres matemàtiques de l'Estat espanyol.

## Biografia
Era filla de Joan Capdevila Lagasca, representant farmacèutic de Bayer, i de Thérèse d'Oriola de Paillarés, nascuda a Cabestany, prop de Perpinyà, al Rosselló, on es traslladà la mare en el moment de tenir-la, tot i que la família ja vivia a Barcelona.
Va fer els estudis de primària i secundària al col·legi bilingüe francès-castellà de les Dames Negres de Barcelona, actualment Escola Infant Jesús. El 1924, a l'edat de dinou anys, ingressà a la Facultat de Ciències Exactes, Físiques i Químiques i Naturals de la Universitat de Barcelona. El 26 de setembre de 1928 es va llicenciar amb un expedient brillant en Ciències Exactes. Posteriorment, es doctorà a la Universitat Central de Madrid.
Va ser nomenada catedràtica interina de Matemàtiques de l'Institut de Zafra el 1928, i al cap de poc obtingué la càtedra de Llengua i Literatura franceses de l'Institut de Figueres. El 1931 fou becada per la Junta d'Ampliació d'Estudis (JAE) durant nou mesos per estudiar la teoria de les funcions en el Seminari de Matemàtiques de la Universitat de la Sorbona, a París. Durant el curs 1931-1932 treballà com a professora auxiliar d'Astronomia General i Física del Globus de la Facultat de Ciències de la Universitat de Barcelona, la primera professora universitària matemàtica.
L'any 1934 va aconseguir renovar la seva beca de la JAE i es va traslladar a París, sota la direcció de Gaston Maurice Julia, un dels primers estudiosos dels fractals, i on va conèixer altres importants científics, com Borel, Darmois, Denjoy, Drach, Vessiol, Freichel..., amb qui estudiaria l'axiomàtica dels espais de Hilbert.
La seva carrera com a investigadora quedà definitivament interrompuda per la Guerra Civil i el franquisme posterior, que limitava també el paper social i acadèmic de les dones. Després del 39, els càrrecs docents deixaren de tenir validesa, i li calgué passar un procés de depuració; l'any 1940 Maria Capdevila d'Oriola recuperà el càrrec de catedràtica d'institut de setena categoria (amb un sou de 10.600 pessetes), amb plaça a Figueres. Es jubilà quan era catedràtica de l'IES Jaume Balmes de Barcelona, l'any 1975.
En el vessant ciutadà, la seva decidida tasca permeté mantenir i fer prosperar el Bosc de can Gallart, a Horta (Barcelona), que li havia arribat per via familiar. Actualment, aquests terrenys són de titularitat pública i s'anomenen Jardins de Maria Capdevila.
Estigué casada amb Josep Maria Gallart Sanz, catedràtic de Física i Química a l'IES Ausiàs March de Barcelona, de qui enviudà el 1988.